# Starża (Poméranie-Occidentale)
Pour les articles homonymes, voir Starża.
Starża est une localité polonaise de la gmina rurale de Rymań, située dans le powiat de Kołobrzeg en voïvodie de Poméranie-Occidentale. Elle se situe à environ 25 km au sud de la ville de Kołobrzeg et 105 km au nord-est de la capitale régionale Szczecin.

## Géographie

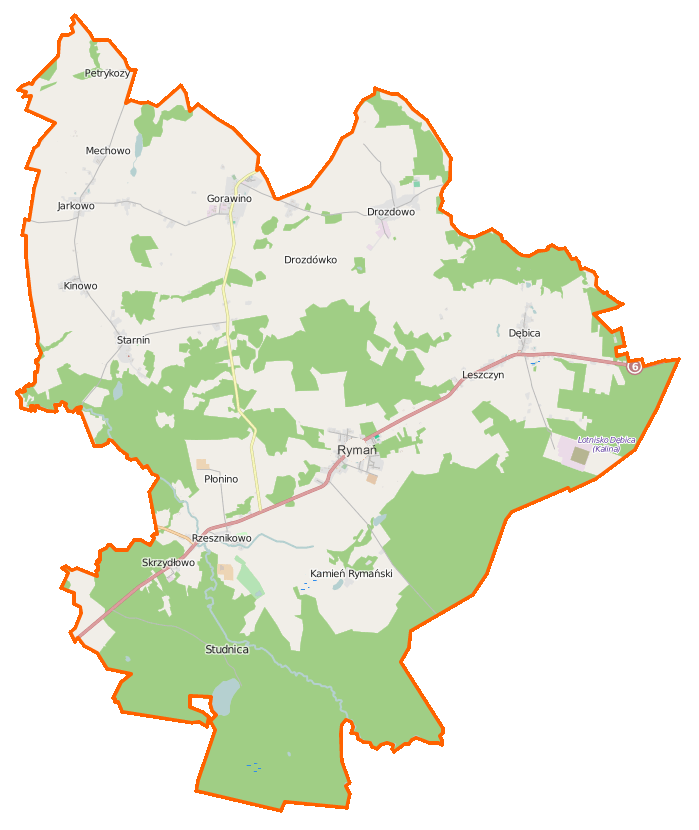
Carte de la gmina de Rymań.